# مايك بنسون
مايك بنسون (بالإنجليزية: Mike Benson)‏ هو سياسي أمريكي، ولد في 9 نوفمبر 1955. حزبياً، نشط في الحزب الجمهوري لمينيسوتا ‏ والحزب الجمهوري. وقد انتخب عضو مجلس نواب مينيسوتا.